# Scott Ferrozzo
Scott Ferrozzo (Minnesota, 26 de abril de 1965) é um lutador de  Artes Marciais Mistas americano aposentado. É conhecido por ter lutado nas primeiras edições do Ultimate Fighting Championship contra o brasileiro Vitor Belfort. Ferrozo teve sua carreira gerenciada inicialmente pelo clássico locutor do  UFC Bruce Buffer

## Carreira no UFC
Ferrozzo participou pela primeira vez no UFC 8, em 1996. Ele foi derrotado por Jerry Bohlander por finalização no primeiro round do torneio UFC 8.
Ferrozo retornou ao UFC sete meses depois, no UFC 11, derrotando Sam Fulton em um ataque alternativo antes do início da transmissão pay-per-view. Ao fazer isso, Ferrozzo garantiu um lugar como uma alternativa no card do evento, o que significava que se um lutador no card principal foi incapaz de continuar para a próxima rodada, Ferrozzo seria usado como um substituto. Ele acabou substituindo o homem que o derrotou no UFC 8, Jerry Bohlander, que foi retirado do torneio devido a lesão. Ferrozzo entrou em cena e substituiu-o contra Tank Abbott nas semi-finais. Ferrozzo foi capaz de marcar uma vitória por decisão unânime sobre Abbott para avançar para a rodada final contra o ex-campeão do UFC Mark Coleman. No entanto, Ferrozzo foi incapaz de continuar após derrotar Abbott devido a fadiga, assim como uma diminuição sustentada em sua luta anterior, sendo Coleman então declarado campeão.
A última aparição de Ferrozzo no UFC veio no UFC 12 em 1997, participando no torneio dos pesos pesados. Ele derrotou Jim Mullen em sua primeira partida da noite, antes de perder para Vitor Belfort na final dos pesos pesados, luta está em que estava com quase 136 kg contra 93 kg de Belfort. Após a derrota para Belfort, Ferrozzo se retirou da competição de MMA.

## Carreira no MMA
| Cartel no MMA   |            |            |
| 6 lutas         | 4 vitórias | 2 derrotas |
| Por nocaute     | 2          | 1          |
| Por finalização | 1          | 1          |
| Por decisão     | 1          | 0          |

| Res.    | Cartel | Oponente        | Método                   | Evento         | Data                    | Round | Tempo | Local                 | Notas                                   |
| ------- | ------ | --------------- | ------------------------ | -------------- | ----------------------- | ----- | ----- | --------------------- | --------------------------------------- |
| Derrota | 4-2    | Vitor Belfort   | Nocaute Técnico (Socos)  | UFC 12         | 7 de fevereiro de 1997  | 1     | 0:43  | Dothan, Alabama       | Perdeu o torneio dos pesados do UFC 12. |
| Vitória | 4-1    | Jim Mullen      | Nocaute técnico (Socos)  | UFC 12         | 7 de fevereiro de 1997  | 1     | 8:02  | Dothan, Alabama       |                                         |
| Vitória | 3-1    | Tank Abbott     | Decisão (unânime)        | UFC 11         | 20 de setembro de 1996  | 1     | 15:00 | Augusta, Georgia      | Retirou-se do torneio devido à fadiga.  |
| Vitória | 2-1    | Sam Fulton      | Finalização (Socos)      | UFC 11         | 20 de setembro de 1996  | 1     | 9:00  | Augusta, Georgia      |                                         |
| Vitória | 1-1    | Steve Grinnow   | Nocaute                  | Atlanta Fights | 1 de março de 1996      | 1     | 11:58 | Atlanta, Georgia      |                                         |
| Derrota | 0-1    | Jerry Bohlander | Finalização (Guilhotina) | UFC 8          | 16 de fevereiro de 1996 | 1     | 9:03  | San Juan, Puerto Rico |                                         |